# Isosaari (ö i Finland, Norra Karelen, Joensuu, lat 63,30, long 28,89)
Isosaari är en ö i Finland. Den ligger i sjön Petäinen och i kommunen Juga i den ekonomiska regionen  Joensuu ekonomiska region  och landskapet Norra Karelen, i den centrala delen av landet, 400 km nordost om huvudstaden Helsingfors. Öns area är 1,1 hektar och dess största längd är 170 meter i nord-sydlig riktning.